# Olympische Jugend-Winterspiele 2016/Teilnehmer (Finnland)
| Gelbes Symbol für Goldmedaillen mit stilisierten Olympischen Ringen | Graues Symbol für Silbermedaillen mit stilisierten Olympischen Ringen | Braundes Symbol für Bronzemedaillen mit stilisierten Olympischen Ringen |
| ------------------------------------------------------------------- | --------------------------------------------------------------------- | ----------------------------------------------------------------------- |
| —                                                                   | 1                                                                     | 5                                                                       |

Finnland nahm an den Olympischen Jugend-Winterspielen 2016 im norwegischen Lillehammer mit 42 Athleten in zehn Sportarten teil.

## Medaillen
Mit einer gewonnenen Silber- und fünf Bronzemedaillen belegte das finnische Team Platz 21 im Medaillenspiegel.

## Sportarten

### Biathlon
| Athleten                                                        | Wettbewerb           | Zeit (Schießfehler) | Rang |
| --------------------------------------------------------------- | -------------------- | ------------------- | ---- |
| Jungen                                                          |                      |                     |      |
| Tuomas Harjula                                                  | 7,5 km Sprint        | 20:07,7 min (2)     | 11   |
| Tuomas Harjula                                                  | 10 km Verfolgung     | 30:44,5 min (4)     | 7    |
| Otto-Eemil Karvinen                                             | 7,5 km Sprint        | 20:54,2 min (2)     | 20   |
| Otto-Eemil Karvinen                                             | 10 km Verfolgung     | 32:51,7 min (6)     | 26   |
| Mädchen                                                         |                      |                     |      |
| Jenni Keranen                                                   | 6 km Sprint          | 19:30,3 min (1)     | 13   |
| Jenni Keranen                                                   | 7,5 km Verfolgung    | 27:03,8 min (2)     | 11   |
| Saana Lahdelma                                                  | 6 km Sprint          | 20:56,5 min (4)     | 32   |
| Saana Lahdelma                                                  | 7,5 km Verfolgung    | 30:24,2 min (5)     | 33   |
| Gemischt                                                        |                      |                     |      |
| Jenni Keranen Tuomas Harjula                                    | Single Mixed-Staffel | 43:12,7 min (1+15)  | 10   |
| Jenni Keranen Saana Lahdelma Tuomas Harjula Otto-Eemil Karvinen | Mixed-Staffel        | DNF                 | DNF  |

### Eishockey

#### Jungen
| Finnland | Spieler Tobias Akerman, Justus Annunen, Konsta Hirvonen, Jesperi Kotkaniemi, Miska Kukkonen, Rasmus Kupari, Eetu Maki, Kalle Matikainen, Jesse Moilanen, Arttu Nevasaari, Niklas Nordgren, Jasper Rannisto, Uula Ruikka, Santeri Salmela, Samuel Salonen, Toni Utunen, Jimi Uusitalo |

Gruppenphase
| Pl. |                    | Sp | S | OTS | OTN | N | Tore  | Punkte |
| 1.  | Kanada             | 4  | 3 | 0   | 0   | 1 | 18:07 | 9      |
| 2.  | Vereinigte Staaten | 4  | 3 | 0   | 0   | 1 | 18:07 | 9      |
| 3.  | Russland           | 4  | 2 | 1   | 0   | 1 | 21:09 | 8      |
| 4.  | Finnland           | 4  | 1 | 0   | 1   | 2 | 14:11 | 4      |
| 5.  | Norwegen           | 4  | 0 | 0   | 0   | 4 | 01:38 | 0      |

 Halbfinale 
| 19. Februar 2016 17:00 Uhr | Kanada | 4:3 (0:1, 2:1, 1:1, 0:0, 1:0) | Finnland | Kristins Hall, Lillehammer |

 Spiel um Platz 3 
| 20. Februar 2016 20:00 Uhr | Russland | 6:2 (1:1, 3:1, 2:0) | Finnland | Kristins Hall, Lillehammer |

### Eiskunstlauf
| Athleten       | Wettbewerb | Kurzprogramm | Kurzprogramm | Free Skating/Dance | Free Skating/Dance | Gesamt | Gesamt |
| Athleten       | Wettbewerb | Punkte       | Rang         | Punkte             | Rang               | Punkte | Rang   |
| -------------- | ---------- | ------------ | ------------ | ------------------ | ------------------ | ------ | ------ |
| Jungen         |            |              |              |                    |                    |        |        |
| Lauri Lankila  | Einzel     | 30,65        | 15           | 61,43              | 15                 | 92,08  | 15     |
| Mädchen        |            |              |              |                    |                    |        |        |
| Anni Järvenpää | Einzel     | 48,27        | 9            | 72,64              | 15                 | 120,91 | 13     |

### Eisschnelllauf
| Athleten           | Wettbewerb  | Durchgang 1 | Durchgang 1 | Durchgang 2 | Durchgang 2 | Gesamt      | Gesamt |
| Athleten           | Wettbewerb  | Zeit        | Rang        | Zeit        | Rang        | Zeit        | Rang   |
| ------------------ | ----------- | ----------- | ----------- | ----------- | ----------- | ----------- | ------ |
| Jungen             |             |             |             |             |             |             |        |
| Jaakko Hautamaki   | 500 m       | 39,55 s     | 26          | 39,79 s     | 26          | 79,35 s     | 26     |
| Jaakko Hautamaki   | 1500 m      |             |             |             |             | 2:02,62 min | 26     |
| Jaakko Hautamaki   | Massenstart |             |             |             |             | 5:56,65 min | 20     |
| Samuli Suomalainen | 500 m       | 37,11 s     | 3           | 37,06 s     | 5           | 74,17 s     | 4      |
| Samuli Suomalainen | 1500 m      |             |             |             |             | 1:57,36 min | 18     |
| Samuli Suomalainen | Massenstart |             |             |             |             | 5:55,01 min | 17     |

### Freestyle-Skiing

#### Skicross
| Athleten         | Wettbewerb | Qualifikation | Qualifikation | Vorlauf | Vorlauf | Halbfinale | Finale   |
| Athleten         | Wettbewerb | Zeit          | Rang          | Punkte  | Rang    | Position   | Position |
| ---------------- | ---------- | ------------- | ------------- | ------- | ------- | ---------- | -------- |
| Mädchen          |            |               |               |         |         |            |          |
| Minja Lehikoinen | Skicross   | 47,58 s       | 10            | 13      | 8       | 4          | 8        |

#### Slopestyle
| Athleten     | Wettbewerb | Finale       | Finale       | Finale           | Finale |
| Athleten     | Wettbewerb | Durchgang 1  | Durchgang 2  | Bester Durchgang | Rang   |
| ------------ | ---------- | ------------ | ------------ | ---------------- | ------ |
| Jungen       |            |              |              |                  |        |
| Joona Sipola | Slopestyle | 47,80 Punkte | 63,00 Punkte | 63,00 Punkte     | 10     |
| Mädchen      |            |              |              |                  |        |
| Anni Kärävä  | Slopestyle | 59,60 Punkte | 61,20 Punkte | 61,20 Punkte     | 5      |

### Nordische Kombination
| Athleten       | Wettbewerb                    | Skispringen | Skispringen | Skispringen | Skispringen   | Langlauf    | Langlauf |
| Athleten       | Wettbewerb                    | Weite       | Punkte      | Rang        | Zeitrückstand | Zeit        | Rang     |
| -------------- | ----------------------------- | ----------- | ----------- | ----------- | ------------- | ----------- | -------- |
| Jungen         |                               |             |             |             |               |             |          |
| Wille Karhumaa | Normalschanze / 5 km Langlauf | 92,5 m      | 112,7       | 9           | 1:16 min      | 14:27,1 min | 8        |

### Ski Alpin
| Jungen          |              |             |    |             |    |             |    |
| Sampo Kankkunen | Super-G      |             |    |             |    | 1:11,04 min | 4  |
| Sampo Kankkunen | Riesenslalom | 1:19,18 min | 6  | 1:19,36 min | 9  | 2:38,54 min | 6  |
| Sampo Kankkunen | Slalom       | 51,08 s     | 10 | 50,95 s     | 12 | 1:42,03 min | 10 |
| Sampo Kankkunen | Kombination  | 1:12,27 min | 3  | 41,93 s     | 9  | 1:54,20 min | 5  |
| Mädchen         |              |             |    |             |    |             |    |
| Riikka Honkanen | Riesenslalom | 1:20,55 min | 12 | 1:16,24 min | 10 | 2:36,79 min | 11 |
| Riikka Honkanen | Slalom       | 55,29 s     | 6  | 51,49 s     | 7  | 1:46,78 min | 7  |

| Athleten                        | Wettbewerb     | Achtelfinale     | Viertelfinale     | Halbfinale         | Um Platz 3   | Um Platz 3 |
| Athleten                        | Wettbewerb     | Ergebnis         | Ergebnis          | Ergebnis           | Ergebnis     | Rang       |
| ------------------------------- | -------------- | ---------------- | ----------------- | ------------------ | ------------ | ---------- |
| Gemischt                        |                |                  |                   |                    |              |            |
| Riikka Honkanen Sampo Kankkunen | Teamwettbewerb | Frankreich 3 – 1 | Österreich 2+ – 2 | Deutschland 2 – 2+ | Kanada 3 – 1 | Bronze     |

### Skilanglauf
| Athleten        | Wettbewerb       | Qualifikation | Qualifikation | Viertelfinale | Viertelfinale | Halbfinale         | Halbfinale         | Finale             | Finale             |
| Athleten        | Wettbewerb       | Zeit          | Rang          | Zeit          | Rang          | Zeit               | Rang               | Zeit               | Rang               |
| --------------- | ---------------- | ------------- | ------------- | ------------- | ------------- | ------------------ | ------------------ | ------------------ | ------------------ |
| Jungen          |                  |               |               |               |               |                    |                    |                    |                    |
| Remi Lindholm   | Cross            | 3:11,06 min   | 7             |               |               | 3:08,23 min        | 4                  | 3:07,88 min        | 7                  |
| Remi Lindholm   | Sprint klassisch | 3:07,56 min   | 15            | 3:02,32 min   | 3             | 3:03,08 min        | 3                  | nicht qualifiziert | nicht qualifiziert |
| Remi Lindholm   | 10 km Freistil   |               |               |               |               |                    |                    | 24:48,3 min        | 7                  |
| Lauri Mannila   | Cross            | 3:06,26 min   | 5             |               |               | 3:08,33 min        | 2                  | 3:01,84 min        | Bronze             |
| Lauri Mannila   | Sprint klassisch | 2:56,12 min   | 1             | 3:01,70 min   | 1             | 2:55,79 min        | 3                  | 3:00,96 min        | 5                  |
| Lauri Mannila   | 10 km Freistil   |               |               |               |               |                    |                    | 25:27,7 min        | 12                 |
| Mädchen         |                  |               |               |               |               |                    |                    |                    |                    |
| Rebecca Immonen | Cross            | 3:44,48 min   | 11            |               |               | 3:34,97 min        | 3                  | 3:37,38 min        | 7                  |
| Rebecca Immonen | Sprint klassisch | 3:32,26 min   | 4             | 3:30,55 min   | 1             | 3:29,49 min        | 4                  | nicht qualifiziert | nicht qualifiziert |
| Rebecca Immonen | 5 km Freistil    |               |               |               |               |                    |                    | 13:35,9 min        | Bronze             |
| Roosa Niemi     | Cross            | 3:48,64 min   | 17            |               |               | 3:42,13 min        | 6                  | nicht qualifiziert | nicht qualifiziert |
| Roosa Niemi     | Sprint klassisch | 3:39,89 min   | 16            | 3:36,54 min   | 3             | nicht qualifiziert | nicht qualifiziert | nicht qualifiziert | nicht qualifiziert |
| Roosa Niemi     | 5 km Freistil    |               |               |               |               |                    |                    | 13:55,2 min        | 10                 |

### Skispringen
| Athleten         | Wettbewerb    | Erste Runde | Erste Runde | Erste Runde | Finale | Finale | Finale | Gesamt | Gesamt |
| Athleten         | Wettbewerb    | Weite       | Punkte      | Rang        | Weite  | Punkte | Rang   | Punkte | Rang   |
| ---------------- | ------------- | ----------- | ----------- | ----------- | ------ | ------ | ------ | ------ | ------ |
| Jungen           |               |             |             |             |        |        |        |        |        |
| Andreas Alamommo | Normalschanze | 91,0 m      | 112,4       | 8           | 90,0 m | 109,1  | 6      | 221,5  | 6      |

### Snowboard

#### Halfpipe
| Athleten         | Wettbewerb | Finale       | Finale       | Finale       | Finale           | Finale |
| Athleten         | Wettbewerb | Durchgang 1  | Durchgang 2  | Durchgang 3  | Bester Durchgang | Rang   |
| ---------------- | ---------- | ------------ | ------------ | ------------ | ---------------- | ------ |
| Jungen           |            |              |              |              |                  |        |
| Ville Mustonen   | Halfpipe   | 56,00 Punkte | 30,75 Punkte | 24,75 Punkte | 56,00 Punkte     | 10     |
| Rene Rinnekangas | Halfpipe   | 36,25 Punkte | 62,00 Punkte | 39,00 Punkte | 62,00 Punkte     | 8      |
| Mädchen          |            |              |              |              |                  |        |
| Henna Ikola      | Halfpipe   | 62,25 Punkte | 60,75 Punkte | 23,75 Punkte | 62,25 Punkte     | 7      |
| Elli Pikkujämsä  | Halfpipe   | 59,50 Punkte | 53,00 Punkte | 47,25 Punkte | 59,50 Punkte     | 8      |

#### Slopestyle
| Athleten         | Wettbewerb | Finale       | Finale       | Finale           | Finale |
| Athleten         | Wettbewerb | Durchgang 1  | Durchgang 2  | Bester Durchgang | Rang   |
| ---------------- | ---------- | ------------ | ------------ | ---------------- | ------ |
| Jungen           |            |              |              |                  |        |
| Ville Mustonen   | Slopestyle | 30,00 Punkte | 27,75 Punkte | 30,00 Punkte     | 21     |
| Rene Rinnekangas | Slopestyle | 70,00 Punkte | 87,75 Punkte | 87,75 Punkte     | Bronze |
| Mädchen          |            |              |              |                  |        |
| Henna Ikola      | Slopestyle | 38,00 Punkte | 79,00 Punkte | 79,00 Punkte     | Bronze |
| Elli Pikkujämsä  | Slopestyle | 82,25 Punkte | 81,25 Punkte | 82,25 Punkte     | Silber |